# Андросов, Павел Васильевич
Па́вел Васи́льевич Андро́сов (6 сентября 1954, Тамбовская область — 8 марта 2025, Москва) — российский военачальник, генерал-майор.

## Биография
Окончил Тамбовское высшее военное авиационное училище лётчиков имени М. М. Расковой (1971—1975), Военно-воздушную академию имени Ю. А. Гагарина (1985—1988), Военную академию Генерального штаба Вооружённых сил (1998—2000).
Проходил службу в частях Дальней авиации на должностях: помощника командира и командира корабля, заместителя командира и командира эскадрильи, командира тяжёлого бомбардировочного авиационного полка, командира тяжёлой бомбардировочной авиационной дивизии, начальника службы безопасности полётов (06.2000-11.2002), начальника штаба (11.2002-05.2007), командующего (05.2007-08.2009) 37-й воздушной армией Верховного Главнокомандования (стратегического назначения).
Освоил все типы самолётов Дальней авиации, налетал около 3000 часов.
Награждён орденом Красной Звезды, десятью медалями. Лётчик-снайпер, заслуженный военный лётчик РФ, лауреат премии Правительства Российской Федерации за значительный вклад в развитие Военно-воздушных сил.
Скончался 8 марта 2025 года.